# Matolampi (sjö i Lieksa, Norra Karelen, 63,58 N, 29,9 Ö)
Matolampi är en sjö i kommunen Lieksa i landskapet Norra Karelen i Finland. Den är 8 meter djup. Arean är 40 hektar och strandlinjen är 5,42 kilometer lång. Sjön  ingår i Vuoksens huvudavrinningsområde.   Den ligger omkring 110 kilometer norr om Joensuu och omkring 460 kilometer nordöst om Helsingfors. 